# Historia procedimental
Una historia procedimental es un un subgénero de la ficción detectivesca, con orientación a plantear el día a día de la institución policial cuando allí se investiga un crimen.
Mientras que las tradicionales novelas de policías y detectives usualmente concentran la atención en un único crimen, una determinada historia sobre la policía procesal frecuentemente y simultáneamente presenta varios casos no necesariamente relacionados entre sí.
Además, mientras los misterios policíacos de tipo tradicional generalmente no presentan la identidad del delincuente en tanto no se llegue al punto culminante de la historia o clímax (también llamado whodunit), en las historias de la policía procesal la identidad del malhechor o involucrado por lo general es conocida desde el principio o casi desde el principio.
Las historias procedimentales involucran cierto número de asuntos especiales relacionados con la policía y la investigación policial; entre ellos, aspectos forenses, autopsias, recopilación y preservación de evidencias, procedimientos de interrogación y de identificación de sospechosos, preservación de las garantías de los imputados, y desarrollo de un juicio justo.

## Proyección en la literatura, en el cine y en la televisión
Las expresiones en inglés Police Procedure y Police Procedural (‘procedimiento policial’ y ‘policiaco procedimental’) marcan una particular veta de la narrativa policial, nacida en literatura de alrededor de los años cuarenta del siglo XX y, muy pronto, con proyecciones al cine y también a la televisión.
Las características peculiares que distinguen este tipo de literatura de otros subgéneros y de otras vetas de la llamada narrativa amarilla son las siguientes:
- La presencia, como protagonistas, no solamente del investigador-jefe o detective, sino también de los técnicos y agentes que igualmente colaboran en las investigaciones, ya que, en lo cotidiano, cada vez más los casos se resuelven de manera grupal. La atención del lector o del espectador debe estar dirigida a todo el grupo de investigadores y no centrarse sólo en uno o dos de sus miembros.

- La descripción o presentación, en una misma obra, de investigaciones sobre crímenes no necesariamente relacionados entre sí.

- Mientras que en la narrativa clásica el clímax coincide con la plena identificación del culpable y/o con su detención, en la literatura de la policía procesal la identidad del involucrado o responsable del crimen generalmente se plantea al lector desde el comienzo.

- La recolección de materiales y escritos diversos va estrechamente relacionada con las investigaciones: descripciones de autopsias, informes de medicina legal, clasificación y preservación de pruebas, transcripción de interrogatorios, antecedentes de los involucrados, etc.

La novela de 1945 titulada V as in Victim, de Lawrence Treat, es considerada el primer ejemplo de policía procesal de la literatura de investigación criminal, mientras que la obra que dio inicio a una amplia difusión del género fue Last Seen Wearing, de Hillary Waugh, publicada en 1952.

## Obras específicas
El italoestadounidense Evan Hunter (nacido como Salvatore Albert Lombino y, como escritor, conocido con el pseudónimo de Ed McBain), entre 1956 y 2005, escribió decenas de novelas de policía procesal, todas ambientadas en una metrópolis americana imaginaria llamada Isola (isla). La serie de historias de Ed McBain dedicadas al Distrito 87º, son un ejemplo clásico de literatura referente a la policía procesal. Aunque en la serie se ha dado mayor énfasis a la figura del detective Steve Carella, en cada capítulo del Distrito 87º se destaca parte de la historia personal y la contribución a las investigaciones también de otros miembros del grupo de investigadores.
Llegado a este punto, corresponde destacar a Joseph Wambaugh, exsargento del Departamento de Policía de Los Ángeles, quien posteriormente se convirtió en escritor y a cuya pluma se deben obras de gran interés como: Los chicos del coro, Los nuevos centurioni, El caballero azul, El campo de cebollas y Hollywood Station.
También corresponde recordar las historias de Tony Hillerman, autor de algunas buenas narrativas de policía procesal ambientadas entre Nuevo México y Arizona, en las cuales son investigadores Joe Leaphorn y Jim Chee de la Navajo Nation Police o Navajo Tribal Police (agencia de policía de la Nación Navajo).
En Gran Bretaña, el Police Procedural tiene una larga historia, paralela e incluso anterior a la que el género tuvo en Estados Unidos. Tanto ha sido así que algunos autores, como Henry Wade, se volcaron ya en los años treinta a esta variante del policial. Pero, sin duda, es recién a la mitad de los años cuarenta que el policial procesal inglés comienza a imponerse como género autónomo, gracias, sobre todo, a la obra pionera de Maurice Procter.
En el marco de la muy nutrida producción británica del género, a partir del año 1955 pueden destacarse las obras de John Creasey (difundidas bajo el seudónimo de J. J. Marric) y las del detective de Scotland Yard George Gideon, así como las historias del superintendente Wycliffe, de W. J. Burley, y el abanico de novelas de John Wainwright, Hamilton Jobson, Bill Knox, Bill James, Graham Hurley, John Harvey y de decenas de otros buenos escritores británicos.
Con toda notoriedad, el género de la policía procesal se ha extendido más allá del medio ambiente anglosajón. Por ejemplo, incluso seriales con protagonistas como el comisario Maigret (de Georges Simenon) pueden ser catalogadas en este género, ya que, a menudo, el célebre comisario parisino utiliza, para sus investigaciones, el soporte de los miembros de la Brigada Especial.
Por su parte, en Suecia y a partir de 1965, se publicó una serie de diez novelas policíacas escritas por Maj Sjöwall y Per Wahlöö, en donde es protagonista el comisario Martin Beck (primera novela, Roseanna). Las investigaciones sobre los crímenes son llevadas a cabo en colaboración con los miembros del Alto Comisionado de Estocolmo, de entre los cuales Melander y Kollberg (y la propia serie) recuerdan, en algunos sentidos, el modelo aplicado por Ed McBain.

## Libros sobre el tema
- Rosalío Bailón Valdovinos, Derecho Procesal Penal, Limusa Noriega Editores, México (2003), 234p., ISBN 968-18-5567-1 (leer en línea).